# Uigurische Unabhängigkeitsbewegung

Kök bayraq: Flagge der uigurischen Unabhängigkeitsbewegung

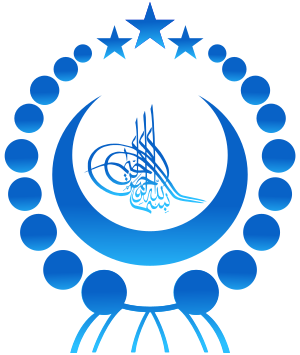
Das Zeichen der Basmalah wird manchmal alleine oder mit der Unabhängigkeitsflagge gezeigt

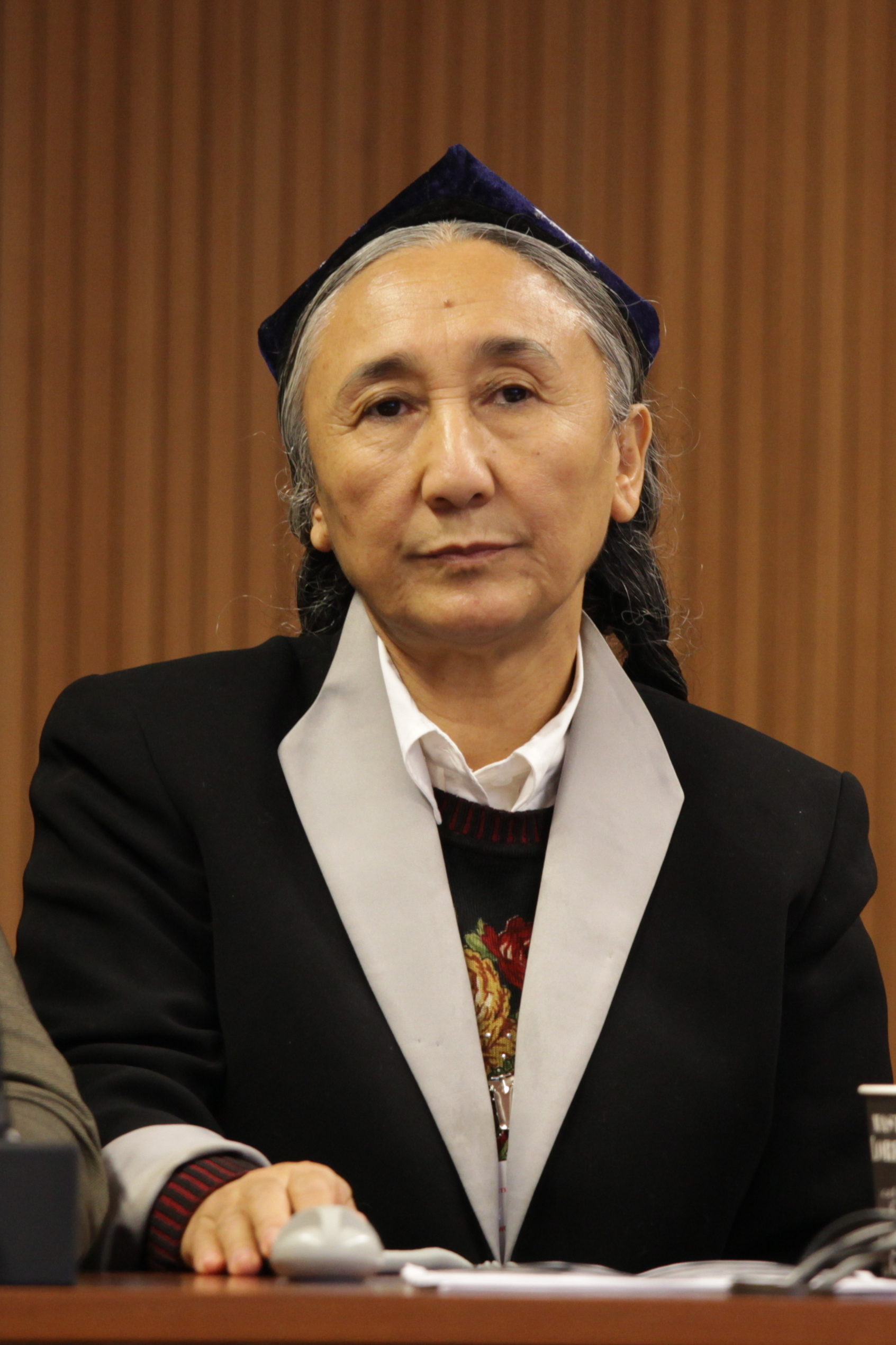
Rebiya Kadeer (2011)

Die Uigurische Unabhängigkeitsbewegung ist eine politische Bewegung, die für ein unabhängiges Ostturkestan agiert. Ihre Anhänger gehören meist zur nationalen Minderheit der Uiguren, die in der heutigen Autonomen Region Xinjiang, ein Teil der Volksrepublik China, leben. Sie sprechen Uigurisch, eine Turksprache, und sind mehrheitlich muslimisch. Die wohl bekannteste Vertreterin der Uiguren ist die Aktivistin Rebiya Kadeer. Sie war von 2006 bis 2007 Präsidentin des Weltkongresses der Uiguren, einer von vielen Gruppen, die sich für die Rechte der Uiguren und ein von China unabhängiges Ostturkestan einsetzen. Die existierenden Gruppen agieren jedoch nicht alle mit dem Ziel einer friedlichen Lösung. Sie verfolgen meist islamische sowie turanistische Ziele. Die Ostturkestanische Muslimische Bewegung (East Turkestan Islamic Movement, ETIM) wird beispielsweise durch die chinesische, kasachische und kirgisische Regierung als terroristisch eingestuft. Teile der Uigurischen Unabhängigkeitsbewegung sind mit den Terrororganisationen der Taliban und Al-Qaida verbündet.

## Hintergrund
Das seit mehreren Jahrhunderten vorwiegend von einer turksprachigen Bevölkerung besiedelte Tarimbecken, das von Uiguren dominiert wird, geriet nach der in der Mitte des 18. Jahrhunderts erfolgten Eroberung durch die Qing-Dynastie schließlich samt seinen turksprachigen, sesshaften, muslimischen Einwohnern unter chinesische Herrschaft und wurde seither allmählich in eine streng überwachte, assimilatorische Siedlerkolonie im 21. Jahrhundert umgewandelt, deren Regierung durch eine von Han-Chinesen dominierten Bürokratie übernommen wurde. Unterbrochen wurde die chinesische Herrschaft über die uigurische Region lediglich von einigen kurzen Perioden der Unabhängigkeit. Nachdem die Erste Republik Ostturkestan, auch Islamische Republik Ostturkestan, nur kurzen Bestand hatte, wurde 1944 ein zweiter Versuch unternommen und mit Unterstützung der Sowjetunion die Zweite Republik Ostturkestan ausgerufen. Auch dieses Unterfangen scheiterte und die Region wurde als ‚Autonome Region Xinjiang‘ ein Teil der 1949 gegründeten Volksrepublik China.
Zwischen 1960 und 2010 immigrierten viele Han-Chinesen nach Xinjiang. Die hohe Anzahl an Immigrationen lassen sich durch die Migrationsregelungen für militärische Sicherheit und wirtschaftliche Entwicklung erklären. Die Migrationsregelungen der Regierung wurden ab 1949 umgesetzt und veränderten das demographische Profil der Region. Während 1945 93,85 % der Bevölkerung Uiguren waren, waren es 2006 nur noch 57,4 %. Viele der heute dort lebenden Han-Chinesen wurden nach Xinjiang geschickt. Gewalttätige separatistische Bewegungen formten sich erstmals in den späten 1970ern. Nach dem Tod Mao Zedongs versprach die neue Regierung wirtschaftliche Reformen und größere Freiheiten. Entsprechende Forderungen seitens der Bevölkerung wurden allerdings mit Repressionen beantwortet.
Ausschreitungen in den Jahren 1990 und 1997 wurden als Ausdruck von Unabhängigkeitsbestrebungen seitens der Uiguren bewertet. Seit Mitte der 1990er wurden die politische und kulturelle Unterdrückung der Uiguren merklich stärker. Geschätzte 120.000 Menschen waren im Jahr 2018 noch in sogenannten Umerziehungslagern. Insgesamt wird die Zahl derer, die derartige Lageraufenthalte durchlaufen hatten, auf etwa 800.000 geschätzt. Offiziell sind die Umerziehungslager ein Mittel der Regierung in deren Kampf gegen Terrorismus und Separatismus.

## Oppositionelle Gruppierungen
Die existierenden uigurische Unabhängigkeitsbewegungen verfolgen unterschiedliche Ziele und Ansätze zur Erreichung ihrer Ziele. Neben friedlichen Gruppen gibt es auch terroristisch eingestufte Gruppierungen. Zu den Gruppierungen gehören beispielsweise die Hizb ut-Tahrir, der Weltkongress der Uiguren (WUC), die „Ostturkestanische Exilregierung“ und die Turkestanische Muslimische Bewegung (ETIM).

### Weltkongress der Uiguren (WUC)
Der Weltkongress der Uiguren fordert eine friedliche Lösung des Xinjiang-Konflikts bzw. Ostturkestan-Konflikts. Die Ziele des WUC sind nach eigenen Angaben „die Erlangung von Demokratie, von Menschenrechten und Religionsfreiheit für alle Uiguren, damit sie ihre politische Zukunft selbst bestimmen können“. Dieses Ziel soll nur mit „friedliche[n], gewaltfreie[n] und demokratische[n] Mittel[n]“ erreicht werden. Im November 2006 wurde Rebiya Kadeer einstimmig zur Präsidentin des Weltkongresses der Uiguren in München gewählt. Sie setzt sich insbesondere für Menschenrechte und Demokratie für die Uiguren ein.

### Ostturkestanische Muslimische Bewegung (ETIM)
Die Ostturkestanische Muslimische Bewegung (East Turkestan Islamic Movement, ETIM) wird von der Volksrepublik China nach Anschlägen in Xinjiang als terroristisch eingestuft und ist offiziell verboten. Die ETIM hat nicht nur die Bildung einer „Islamischen Republik Ostturkestan“ als Ziel, sondern die Deportation aller Nicht-Muslime aus der Region. Des Weiteren soll ein zentralasiatisches Kalifat errichtet werden.